# 小柳卯三郎
小柳 卯三郎（おやなぎ / こやなぎ うさぶろう、1843年（天保14年3月）- 1915年9月6日）は、幕末の庄屋、明治期の政治家。衆議院議員、新潟県西蒲原郡小吉村長。大河津分水路建設の功労者。

## 経歴
越後国蒲原郡東中村（現:新潟市西蒲区東中）で庄屋の家に生まれる。長善館で漢学を学び、京阪地方を遊学。15歳で家督を相続した。
明治2年（1969年）大河津分水路工事用弁掛に就任。その後、新潟県会議員、小吉村長などを歴任。1880年、国会開設懇望協議会で国会開設懇望上申書の起草委員、同本部長に就任。西蒲原郡自由党を組織し、北辰自由党理事、越佐同盟会評議員などを務め、山際七司を補佐して県内の自由民権運動などを推進した。
1891年7月、山際の死去に伴う新潟県第一区の第1回衆議院議員総選挙補欠選挙に出馬して当選。その後、第2回、第4回総選挙でも当選し、衆議院議員を通算三期務めた。第7回帝国議会から自由党に党籍を置く。
大河津分水路工事の再開に尽力し、新潟県治水会を組織して中心となって活動した。晩年に再び小吉村長を務めた。
小柳司気太は養子。